# تاریخ(های) سینما
تاریخ (های) سینما یا سرگذشت (های) سینما (به فرانسوی: Histoire(s) du cinéma) یک مجموعه ویدئویی هشت قسمتی ساختهٔ ژان‌لوک گدار، کارگردان فرانسوی‌ست. ساخت این مجموعه ۲۶۴ دقیقه‌ای بیست سال طول کشیده است. گدار بعداً نسخه کوتاه‌شده‌ای از فیلم (۸۴ دقیقه) را که گلچینی از لحظات کل مجموعه بود، تدوین کرد و روی فیلم ۳۵ میلی‌متری کشید تا امکان نمایش سینمایی داشته باشد. این مجموعه، تاریخ قرن بیستم را با استفاده از تکه‌هایی از فیلم‌های کلاسیک، فیلم‌های کوتاه خبری، نقاشی‌ها و عکس‌های پشت صحنه فیلم‌ها با منطقی شاعرانه روایت می‌کند. از منظر فیلم‌ساز سینما که اختراعی قرن نوزدهمی‌ست می‌تواند حامل تاریخ قرن بیستم باشد. او خود و سینما را به دلیل انفعال در برابر فجایع قرن بیستم مورد نقد قرار می‌دهد.
تاریخ (های) سینما می‌کوشد به این پرسش‌ها پاسخ بدهد: چطور سینما تاریخ را بازنمایی می‌کند؟ کجا در آن دخالت می‌کند؟ چگونه به ساحت هنر وارد می‌شود و چگونه افول می‌کند؟ تاریخ (های) سینما را یکی از شاهکارهای گدار و آثار سینمایی شاخص قرن بیستم می‌دانند.

## تولید فیلم
- گدار در سال ۱۹۷۸ در مونترآل کانادا چند سخنرانی انجام داد که بعدتر در سال ۱۹۸۰ با نام درآمدی بر تاریخ واقعی سینما منتشر شد. حین این سخن‌رانی‌ها ایده اولیه فیلم شکل گرفت.[۳]
- در ابتدا قرار بود یک مجموعه ده اپیزودی برای تلویزیون فرانسه ساخته شود. دو اپیزود اول، تاریخ (های) سینما: همه داستان‌ها و تاریخ (های) سینما: یک داستان در سال ۱۹۸۷ در جشنواره فیلم کن به نمایش درآمد. نسخه کامل در سال ۱۹۹۹ آماده شد.[۳]
- نام فیلم، تاریخ (های) سینما (به فرانسوی: Histoire(s) du cinéma)، دوپهلوست. کلمه فرانسوی Histoire هم به معنی تاریخ و هم به معنی داستان است. از این رو نام این فیلم را می‌توان به داستان‌های سینما یا سرگذشت‌های سینما هم ترجمه کرد.[۱]
- از آنجا که بسیاری از کلیپ‌ها، عکس‌ها و نقاشی‌هایی که گدار در این فیلم استفاده کرده، با مشکل حق تکثیر مواجهند، دی‌وی‌دی این مجموعه، تا سال‌ها در خارج از فرانسه به شکل بسیار محدودی عرضه شد.[۱] در سال ۲۰۰۷ در نهایت نسخه کامل فیلم در دو دی‌وی‌دی به بازار آمد.[۳]

## قسمت‌ها
| No. | عنوان                                 | عنوان اصلی                                      | مدت      | اولین نمایش در سینما                           |
| --- | ------------------------------------- | ----------------------------------------------- | -------- | ---------------------------------------------- |
| ۱   | تاریخ (های) سینما:همه داستان‌ها        | Histoire(s) du cinéma: Toutes les histoires     | ۵۱ دقیقه | ۱۱ فوریه ۱۹۹۰ (جشنواره فیلم برلین، آلمان غربی) |
| ۲   | تاریخ (های) سینما: یک داستان          | Histoire(s) du cinéma: Une histoire seule       | ۴۲ دقیقه | ۱۹۸۸ (فرانسه)                                  |
| ۳   | تاریخ (های سینما): فقط سینما          | Histoire(s) du cinéma: Seul le cinéma           | ۲۶ دقیقه | ژانویه ۱۹۹۴ (موزه هنرهای مدرن نیویورک، آمریکا) |
| ۴   | تاریخ (های سینما): زیبایی مرگ‌بار      | Histoire(s) du cinéma: Fatale beauté            | ۲۸ دقیقه | ژانویه ۱۹۹۴ (موزه هنرهای مدرن نیویورک، آمریکا) |
| ۵   | تاریخ (های) سینما: پول مطلق           | Histoire(s) du cinéma: La monnaie de l'absolu   | ۲۷ دقیقه | ۱۹۹۸ (فرانسه)                                  |
| ۶   | تاریخ (های) سینما: موج نو             | Histoire(s) du cinéma: Une vague nouvelle       | ۲۷ دقیقه | ۱۹۹۸ (فرانسه).                                 |
| ۷   | تاریخ (های) سینما: کنترل جهان         | Histoire(s) du cinéma: Le contrôle de l'univers | ۲۷ دقیقه | ۱۹۹۸ (فرانسه)                                  |
| ۸   | تاریخ (های) سینما: نشانه‌ها در میان ما | Histoire(s) du cinéma: Les signes parmi nous    | ۳۸ دقیقه | ۱۹۹۸ (فرانسه)                                  |